# Bud Koper
Herbert L. Koper, detto Bud (Rocky, 9 agosto 1942), è un ex cestista statunitense, professionista nella NBA.

## Carriera
Venne selezionato dai San Francisco Warriors al secondo giro del Draft NBA 1964 (14ª scelta assoluta).